# 마이애미
마이애미(영어: Miami, 스페인어: Miami [miˈami])는 플로리다주의 도시로 주에서 가장 인구가 많은 카운티 마이애미데이드군의 군청 소재지이다. 409,719명 이상의 인구와 함께 마이애미는 5.4 백만명 이상의 주민들과 함께 미국에서 7번째로 가장 큰 메트로폴리탄 지역인 마이애미 메트로폴리탄 지역 안에서 가장 큰 도시이다. 2007년 유엔은 마이애미가 뉴욕, 로스앤젤레스와 시카고에 이어 국가에서 4번째로 가장 큰 도시화된 지역으로 측정하였다.
마이애미는 자신의 금융, 상업, 대중매체, 연예계, 예술과 국제무역을 위한 지구촌 도시로서 랭킹에 들어왔다. 도시는 미국에서 국제 은행들의 집중과 많은 기업 본부들의 본거지이다. 도시는 텔레비전, 음악, 패션, 영화와 공연 예술에서 인기있는 연예계를 위한 국제적 중심지이다. 마이애미 항구는 세계에서 순양함들의 가장 큰 용적을 숙박시키기로 알려졌고, 많은 순항선들에 모항과 본부이다.
2008년 포브스 잡지에 의하면 마이애미는 그 연중 연속의 깨끗한 공기, 막대한 푸른 공간들, 깨끗한 식수, 깨끗한 거리들과 전 도시의 재생 이용 프로그램으로 "미국의 가장 깨끗한 도시"로 랭킹에 들었다. 그해 마이애미는 또한 구매력에서 미국의 3번째로 가장 부유한 도시로 랭킹에 들기도 하였다.
도시의 긍정적인 통계치와 평판에 불구하고 마이애미는 2004년 미국에서 연방 빈곤 라인 아래로 가족 소득의 3번째로 가장 높은 추락을 가져 미시간주 디트로이트와 텍사스주 엘파소 만의 뒤로 미국에서 3번째로 가난한 도시로 만들었다. 마이애미는 또한 미국에서 생활하는 데 가장 낮게 입수 가능한 장소들 중의 하나이며, 소득의 퍼센티지로서 주택 비용의 중심 퍼센티지는 42.8%, 국내 평균은 27%였다. 마이애미는 집의 소유를 위하여 가장 낮게 입수 가능한 도시들 중에 12위에 들었다.
미국에서 히스패닉의 문화가 강한 도시이며, 쿠바인이 도시 인구의 30% 이상을 차지한다.

## 역사

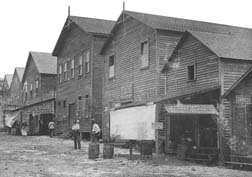
사진의 좌측 건물에서 1896년 대략 400명의 남성들이 마이애미의 합병을 투표하였다.

마이애미 지역은 1천년 이상 동안 테퀘스타 인디언들에 의하여 거주되었으나 후에 1566년 페드로 메네데스 데 아빌레스에 의하여 스페인을 위해 주장되었다. 1년 후, 1567년 스페인의 선교 단체가 건설되었다. 1836년 댈러스 요새가 지어졌고, 마이애미 지역은 즉시 제2차 세미놀 전쟁 동안 전투의 배경이 되었다.
마이애미는 지방 감귤류 재배자이자 부유한 클리블랜드 토박인 줄리아 터틀에 의하여 창립된 미국에서 단 하나의 주요 도시로서 우수성을 보유한다. 마이애미 지역은 그 증대의 초기 세월에 "비스케인 베이 카운티"로 더욱 잘 알려졌다. 어떤 발간된 보고들은 지역을 약속의 황야로서 지역을 묘사하였다. 지역은 또한 "플로리다에서 가장 멋진 건물 지대들 중의 하나"로서 특성을 나타내기도 하였다. 1894년 ~ 95년의 대결빙기가 마이애미 지역의 곡식들이 플로리다주에서 생조한 단 하나로서 마이애미의 증대를 촉진시켰다. 줄리아 터틀은 철도 거물 헨리 클레이글러의 플로리다 이스트코스트 철도를 지방으로 확장시키는 데 그를 납득시켰다. 마이애미는 겨우 300명 이상의 인구와 함께 1896년 7월 28일 도시로서 공식적으로 합병되었다.

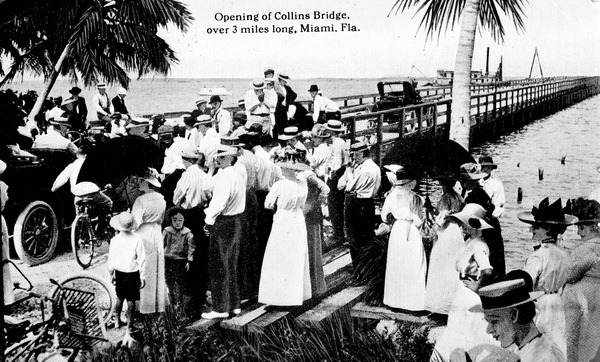
1913년에 지어진 콜린스 교가 마이애미를 마이애미비치로 연결하는 첫 다리가 되었다.

1920년대 동안 마이애미는 인구와 기본적 시설에서 증가와 함께 번영하였으나 1920년대의 플로리다주 대지의 붐의 폭락, 1926년의 마이애미 허리케인과 1930년대 대공황에 의하여 약해졌다. 제2차 세계 대전이 시작될 때 플로리다주의 남동부에 잘 위치한 마이애미는 독일의 잠수함들에 대항하는 전투에서 중요한 역할을 하였다. 전쟁은 마이애미의 인구를 확장시키는 데 도움을 주었으며, 1940년으로 봐서 172,172명의 주민들이 도시에 살았다. 피델 카스트로가 1959년 권력으로 올라간 후, 많은 쿠바인들이 마이애미에서 피난처를 추구하였고, 더욱 나가 인구를 증가시켰다. 1980년대와 1990년대에 다양한 사태들이 남부 플로리다주를 쳤으며 그들 중에는 아서 맥더피 타격과 즉시의 폭동, 마약 전쟁들, 허리케인 앤드루와 엘리안 곤살레스 소동이었다. 그럼에 불구하고, 20세기의 후기 절반에 마이애미는 주요 국제적, 재정적과 문화적의 중심지가 되었다.
마이애미와 그 메트로폴리탄 지역은 겨우 110년의 세월에 겨우 1천명 이상의 주민들로부터 5.5 백만명에 가까운 주민들로 자라났다. 도시의 별명 "Magic City" (마술 도시)는 이 재빠른 증대로부터 나왔으며, 겨울의 방문객들은 도시가 마술처럼 한해부터 다음의 해까지 매우 급증하는 것에 특정을 지었다.

## 기후
여름은 매우 덥고 비가 많이 내린다. 마이애미는 겨울에도 바다에서 수영을 할 수 있을 정도로 온난하고 최저 평균 기온은 18 °C를 넘는다. 하루의 평균 최고 기온은 25 °C를 넘는다.
1월 평균 20.1 °C, 7월 평균 28 °C이며 연 평균 24.5도 연 강수량 1450mm로 열대 몬순 기후(Am)에 속한다
| 마이애미 (마이애미 국제공항)의 기후                                                            | 마이애미 (마이애미 국제공항)의 기후 | 마이애미 (마이애미 국제공항)의 기후 | 마이애미 (마이애미 국제공항)의 기후 | 마이애미 (마이애미 국제공항)의 기후 | 마이애미 (마이애미 국제공항)의 기후 | 마이애미 (마이애미 국제공항)의 기후 | 마이애미 (마이애미 국제공항)의 기후 | 마이애미 (마이애미 국제공항)의 기후 | 마이애미 (마이애미 국제공항)의 기후 | 마이애미 (마이애미 국제공항)의 기후 | 마이애미 (마이애미 국제공항)의 기후 | 마이애미 (마이애미 국제공항)의 기후 | 마이애미 (마이애미 국제공항)의 기후 |
| 월                                                                                             | 1월                                 | 2월                                 | 3월                                 | 4월                                 | 5월                                 | 6월                                 | 7월                                 | 8월                                 | 9월                                 | 10월                                | 11월                                | 12월                                | 연간                                |
| ---------------------------------------------------------------------------------------------- | ----------------------------------- | ----------------------------------- | ----------------------------------- | ----------------------------------- | ----------------------------------- | ----------------------------------- | ----------------------------------- | ----------------------------------- | ----------------------------------- | ----------------------------------- | ----------------------------------- | ----------------------------------- | ----------------------------------- |
| 역대 최고 기온 °C (°F)                                                                         | 31 (88)                             | 32 (89)                             | 34 (93)                             | 36 (97)                             | 37 (98)                             | 37 (98)                             | 38 (100)                            | 37 (98)                             | 36 (97)                             | 35 (95)                             | 33 (91)                             | 32 (89)                             | 38 (100)                            |
| 일평균 최고 기온 °C (°F)                                                                       | 24.6 (76.2)                         | 25.7 (78.2)                         | 27.0 (80.6)                         | 28.7 (83.6)                         | 30.4 (86.7)                         | 31.8 (89.3)                         | 32.6 (90.6)                         | 32.6 (90.7)                         | 31.7 (89.0)                         | 29.9 (85.9)                         | 27.4 (81.3)                         | 25.7 (78.2)                         | 29.0 (84.2)                         |
| 일일 평균 기온 °C (°F)                                                                         | 20.3 (68.6)                         | 21.5 (70.7)                         | 22.8 (73.1)                         | 24.8 (76.7)                         | 26.7 (80.1)                         | 28.2 (82.8)                         | 28.9 (84.1)                         | 29.0 (84.2)                         | 28.3 (83.0)                         | 26.7 (80.1)                         | 23.8 (74.8)                         | 21.8 (71.2)                         | 25.2 (77.4)                         |
| 일평균 최저 기온 °C (°F)                                                                       | 16.1 (61.0)                         | 17.3 (63.2)                         | 18.7 (65.6)                         | 21.0 (69.8)                         | 23.0 (73.4)                         | 24.6 (76.3)                         | 25.3 (77.5)                         | 25.4 (77.7)                         | 24.9 (76.9)                         | 23.4 (74.2)                         | 20.2 (68.3)                         | 17.9 (64.3)                         | 21.5 (70.7)                         |
| 역대 최저 기온 °C (°F)                                                                         | −2 (28)                             | −3 (27)                             | 0 (32)                              | 4 (39)                              | 10 (50)                             | 16 (60)                             | 19 (66)                             | 19 (67)                             | 17 (62)                             | 7 (45)                              | 2 (36)                              | −1 (30)                             | −3 (27)                             |
| 평균 강수량 mm (인치)                                                                          | 46 (1.83)                           | 55 (2.15)                           | 62 (2.46)                           | 85 (3.36)                           | 161 (6.32)                          | 267 (10.51)                         | 187 (7.36)                          | 243 (9.58)                          | 260 (10.22)                         | 194 (7.65)                          | 90 (3.53)                           | 62 (2.44)                           | 1,712 (67.41)                       |
| 평균 강수일수 (≥ 0.01 인치)                                                                    | 7.7                                 | 6.5                                 | 6.3                                 | 6.9                                 | 10.8                                | 17.6                                | 17.3                                | 19.4                                | 18.1                                | 13.8                                | 8.6                                 | 8.0                                 | 141.0                               |
| 평균 상대 습도 (%)                                                                             | 72.7                                | 70.9                                | 69.5                                | 67.3                                | 71.6                                | 76.2                                | 74.8                                | 76.2                                | 77.8                                | 74.9                                | 73.8                                | 72.5                                | 73.2                                |
| 평균 월간 일조시간                                                                             | 219.8                               | 216.9                               | 277.2                               | 293.8                               | 301.3                               | 288.7                               | 308.7                               | 288.3                               | 262.2                               | 260.2                               | 220.8                               | 216.1                               | 3,154                               |
| 가능 일조율                                                                                    | 66                                  | 69                                  | 75                                  | 77                                  | 72                                  | 70                                  | 73                                  | 71                                  | 71                                  | 73                                  | 68                                  | 66                                  | 71                                  |
| 출처: 미국 해양대기청 (평년값: 1991년~2020년, 극값: 1895년~현재, 상대습도/일조: 1961년~1990년) |                                     |                                     |                                     |                                     |                                     |                                     |                                     |                                     |                                     |                                     |                                     |                                     |                                     |

## 이웃들

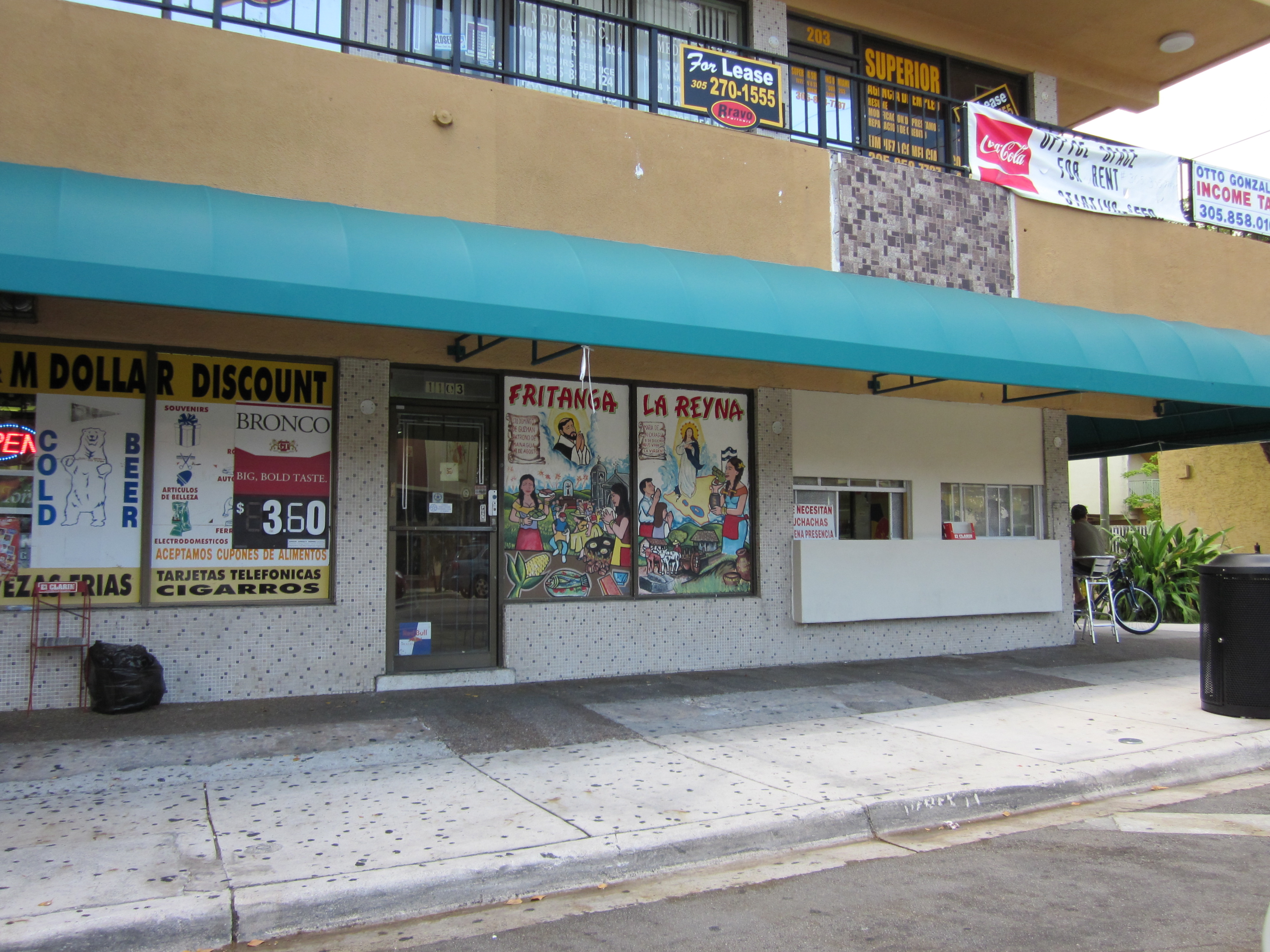
마이애미 서부에 있는 리틀 아바나

마이애미는 많은 다른 구역들 - 개략적으로 북부, 남부, 서부와 다운타운으로 들어가 분할되었다. 도시의 동부에 있는 다운타운은 남부 플로리다주의 중앙 비지니스 구역이자 많은 주요 은행, 금융의 본사들, 문화적과 관광객의 목적지들과 고층 건물의 거주지들에 본거지이다.
마이애미의 남부는 코럴 웨이와 코코넛 그로브를 포함한다. 코럴 웨이는 1922년에 건설되어 설립된 거주 이웃이다. 1825년에 설립된 코코넛 그로브는 마이애미 시청, 많은 나이트클럽, 술집, 레스토랑과 자유 분방한 상점들 같은 곳들의 위치이며, 지방의 대학생들과 함께 매우 인기있는 편이다. 그곳에는 공원과 정원들, 이름난 사립 학교들과 역사적 주택과 사유지들의 다수를 가지고 있다.
마이애미의 서부는 리틀 아바나를 포함하고, 도시의 많은 전통적 이민자의 이웃들에 본거지이다. 한번 대부분 유대인들의 이웃이었지만, 오늘날 서부 마이애미는 주로 중앙아메리카와 쿠바에서 온 이민자들의 고향이다.
마이애미의 북부는 많은 서인도 제도에서 온 이민자, 히스패닉과 화가들과 함께 다양성의 거대한 섞임과 함께 한 구역 미드타운을 포함한다. 더욱 부유한 주민들은 보통 북동부 지역에 산다. 마이애미의 북부는 또한 리틀 아이티 같은 두드러진 아프리카계 미국인과 카리브해 이민자의 공동체들을 가지고 있기도 한다.

## 경제

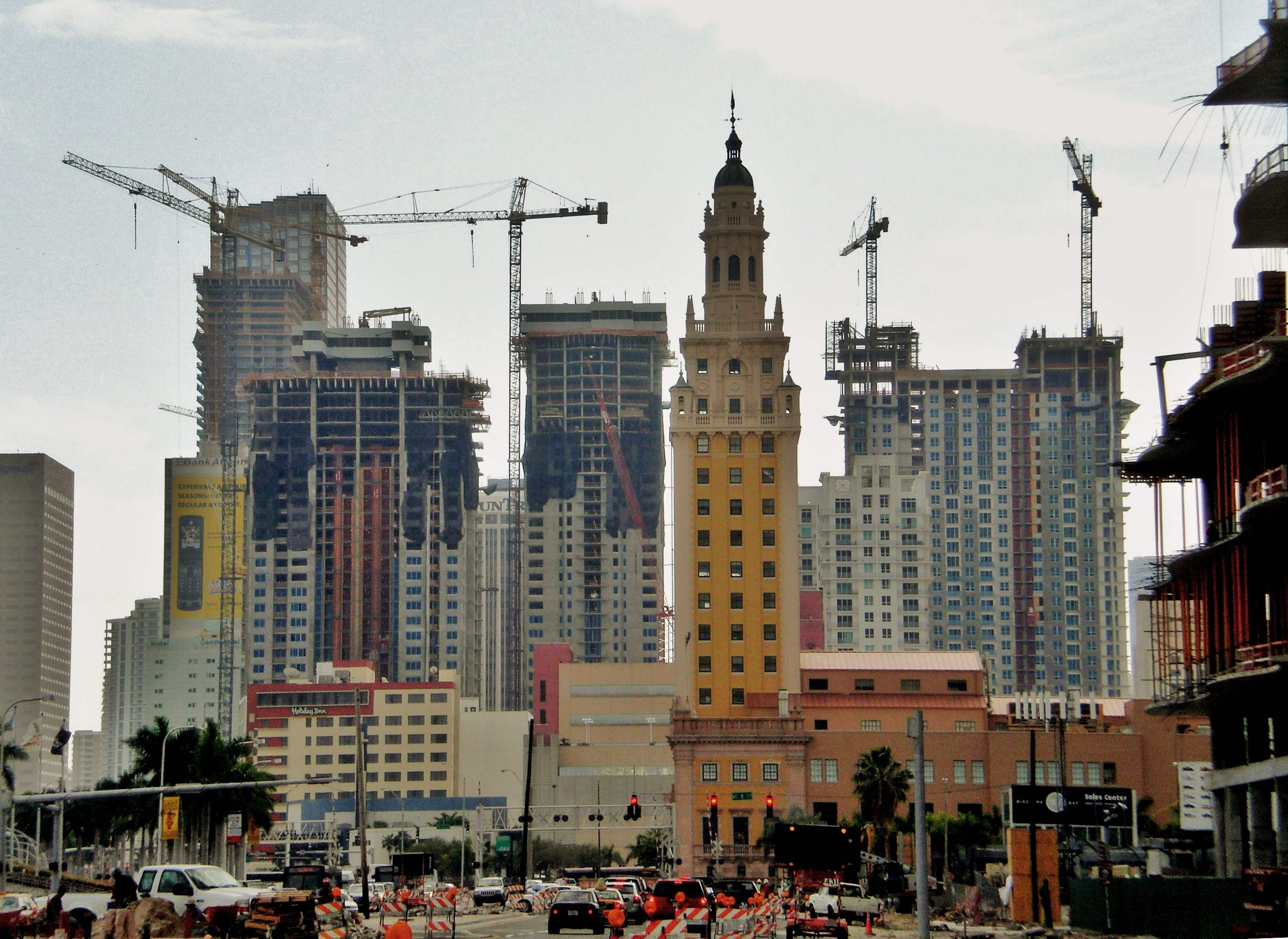
2006년에 봐서 마이애미의 고층 건물 건설은 마이애미의 "맨해트니제이션"의 인기있는 의견에 영감을 주었다.

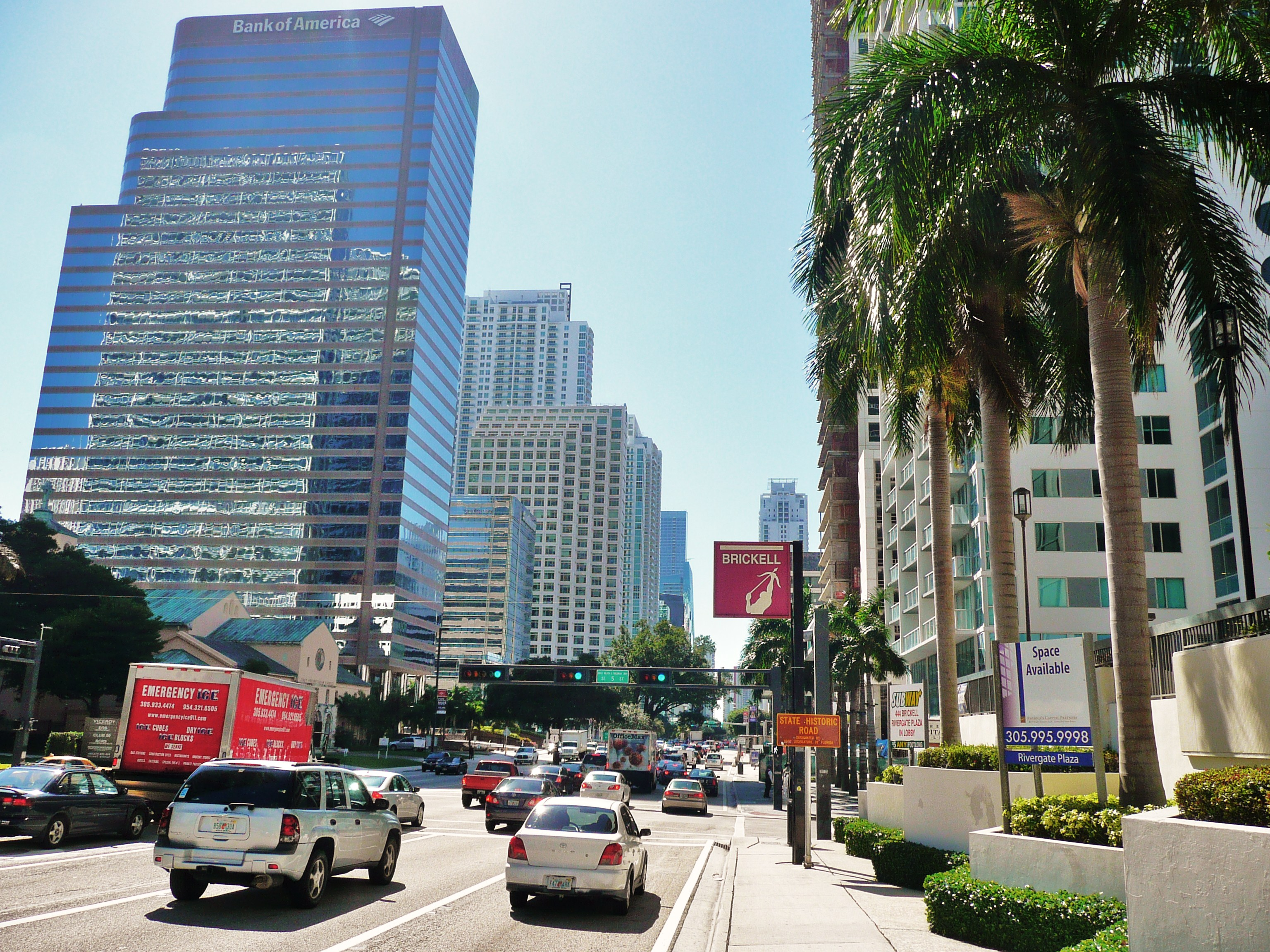
다운타운 마이애미의 브리켈 금융 구역

마이애미는 미국의 가장 중요한 금융의 중심지들 중의 하나이다. 도시는 상업, 재정과 기업 본부들의 주요 중심지이며 강한 국제적 비지니스 공동체를 자랑하는 편이다. 에스피리투산투 금융 그룹, 뱅크 오브 아메리카, HSBC, 바카디, 텔레문도, 와초비아, 텔레폰시아, 라이더, 언스트 앤드 영, 멜론 금융 그룹과 버거킹 같은 회사들이 마이애미에 본사와 사무소들을 두었다.
마이애미 국제공항과 마이애미 항구는 특히 남아메리카와 카리브해에서 온 화물을 위한 입국의 국가에서 가장 바쁜 항구들 중에 있다. 추가적으로 다운타운은 국가에서 국제 은행의 가장 큰 집중을 가지고 있으며 대부분 마이애미의 금융 구역 브리켈에 위치하였다.
관광업도 또한 마이애미에서 중요한 산업이다. 해변, 축제와 이벤트들이 미국을 가로질러, 그리고 세계 주위로부터 해마다 1천 2백만명의 방문객들을 끌어들이며 17.1억 달러를 쓴다. 사우스비치에 있는 역사적 아트데코 구역은 그 세계에서 유명한 나이트클럽, 해변과 야자수, 역사적 건물들과 쇼핑으로 세계에서 가장 매력적인 것들 중에 하나로서 넓게 여겨진다. 하지만 마이애미비치는 마이애미의 도시로부터 갈라진 도시인 것을 주의하는 것이 중요하다.
마이애미는 국립 허리케인 센터에 본거지이자 중남미에서 군사 작전들을 위한 책임을 지는 미국 남부 사령부의 본부이다. 이 역할들에 추가로 마이애미는 또한 특히 채석업과 창고업을 위한 산업의 중심지이기도 하다.
미국 인구조사국에 의하면 마이애미는 미국에서 연방 빈곤 라인의 아래로 가족 소득의 3번째로 가장 높은 추락을 가져 디트로이트와 엘파소 만의 뒤로 미국에서 3번째로 가장 가난한 도시로 만들었다고 한다. 마이애미는 또한 2001년 지방 정부가 파산된 매우 몇개의 도시들 중의 하나이다.
2005년 마이애미 지역은 1920년대 이래 가장 큰 부동산 붐을 목격하였다. 100명 이상이 건설 프로젝트들을 찬성한 미드타운이 이것의 예이다. 2007년으로 봐서 주택 시장이 무너지고, 23,000개 이상의 콘도미니엄이 판매를 위해 놓이거나 유질 처분되었다. 2008년의 시작에서 마이애미 지역은 유질 처분에서 국가 8위에 들었다.
마이애미는 또한 생활하는 데 가장 낮게 입수 가능한 장소들 중의 하나이며, 소득의 퍼센티지로서 주택 비용의 중심 퍼센티지는 42.8%, 국내 평균은 27%였다. 마이애미는 가장 낮게 입수 가능한 도시들 중에 12위이다.

## 교통

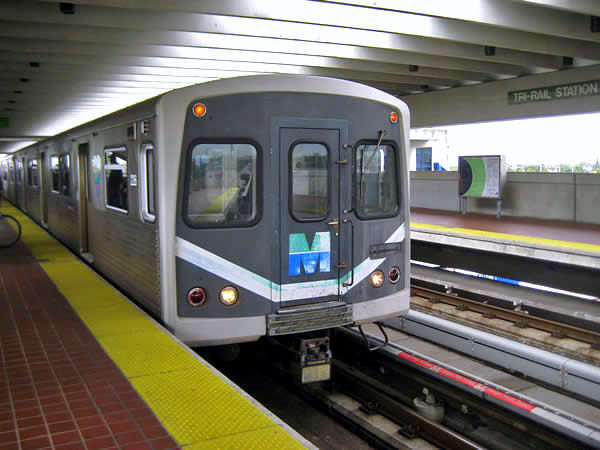
마이애미의 메트로레일은 도시의 고속 수송 시스템이 도시의 중심을 그 외곽들과 연결한다.

### 공항
세계에서 가장 바쁜 국제 공항들 중의 하나인 마이애미 국제공항은 마이애미 메트로폴리탄 지역을 시중드는 데 주요 공항이며 한해에 3천 5백만명의 승객들을 공급한다. 공항은 세계의 가잔 큰 승객 항공 회사 아메리칸 항공을 위한 주요 허브이자 하나의 가장 큰 국제적 통로이다. 마이애미 국제공항은 뉴욕의 존 F. 케네디 국제공항과 로스앤젤레스 국제공항의 뒤로 외국 승객들을 위한 입국의 미국에서 3번째로 가장 큰 공항이며 세계에서 7번째로 가장 큰 통로이다.

### 항구
마이애미는 미국에서 가장 큰 항구들 중의 하나인 마이애미 항구의 본거지이다. 그 항구는 10년간 세월을 위하여 세계에서 최고의 순양함/여객선의 항구로서 그 지위를 유지하였고, 가장 큰 순양함들과 주요 순항선들을 숙박한다. 추가적으로 항구는 국가의 가장 바쁜 화물 항구들 중의 하나로 해바다 화물의 1천만 톤 가까이 수입한다. 북아메리카의 항구들 중에 마이애미 항구는 라틴아메리카에서 수출입된 화물 톤세의 요규액들에서 뉴올리언스 만의 뒤로 2위에 들어있다.

### 공공 수송
마이애미에서 공공 수송은 통근 철도, 가속 수송 열차 운송로, 메트로무버와 버스들을 포함한다. 마이애미는 마이애미 인구의 대략 12%가 하루의 근거에 운송로를 이용하면서 플로리다주의 가장 높은 운송로 이용자수를 가졌다.

### 도로와 철도
마이애미는 하이얼리아의 외곽에 위치한 마지막 역과 함께 앰트랙의 대서양 해안 서비스들의 남부 종점이다. 마이애미데이드군은 4개의 주간 고속도로 (I-75, I-95, I-195, I-395)와 몇몇의 국내 고속도로들에 의하여 시중을 드는 편이다.

## 인구 통계
| 인구조사                        | 인구    | Note | %±     |
| ------------------------------- | ------- | ---- | ------ |
| 1900년                          | 1,681   |      | —      |
| 1910년                          | 5,471   |      | 225.5% |
| 1920년                          | 29,571  |      | 440.5% |
| 1930년                          | 110,637 |      | 274.1% |
| 1940년                          | 172,172 |      | 55.6%  |
| 1950년                          | 249,276 |      | 44.8%  |
| 1960년                          | 291,688 |      | 17.0%  |
| 1970년                          | 334,859 |      | 14.8%  |
| 1980년                          | 346,681 |      | 3.5%   |
| 1990년                          | 358,548 |      | 3.4%   |
| 2000년                          | 362,470 |      | 1.1%   |
| 2010년                          | 399,457 |      | 10.2%  |
| 2020년                          | 442,241 |      | 10.7%  |
| U.S. Decennial Census 2010–2020 |         |      |        |

마이애미는 미국에서 43번째로 가장 인구가 많은 도시이다. 마이애미데이드, 브로워드와 팜비치 카운티들을 포함하는 마이애미 메트로폴리탄 지역은 5.4 백만 명 이상의 합쳐진 인구를 가져 미국에서 4번째로 가장 큰 도시로 랭킹에 들었고, 미국 남동부에서 가장 큰 메트로폴리탄 지역이다. 2000년 인구 조사국의 조사로서 거기에는 362,470명의 주민, 134,198명의 가정과 83,336명의 가족들이 도시에 거주하는 것으로 나타났다.
도시의 인종적 구성은 다음과 같다 -
- 백인 - 66.6% (비히스패닉 백인 11.8%)
- 여러 인종의 히스패닉과 라티노 - 80.8%
- 흑인 (많은 이들이 카리브해 출신) - 22.3%
- 어떤 다른 인종들 - 5.4%
- 2개 이상의 인종들 - 4.74%
- 아시아인 - 0.7%
- 태평양 도서민 - 0.04%
- 아메리카 인디언 - 0.2%

2000년으로 봐서 국적 혹은 민족적 혈통의 교제 관계들에서 도시 인구의 5.6%가 니카라과인, 5.5%가 아이티인, 3.3%가 온두라스인, 1.7%가 도미니카인, 그리고 1.6%가 콜롬비아인인 동안에 인구의 34.1%는 쿠바인이었다. 2004년 유엔 개발 계획은 59%에서 위치한 미국의 외부에서 태어난 주민들의 퍼센티지의 교제 관계들에서 마이애미를 1위로 선정하였으며, 캐나다 토론토가 50%로 그 다음이다.
거기에는 가정과 함께 사는 18세 아래의 아이들을 가진 26.3%의 134,198명의 가정이 있었으며, 36.6%는 함께 사는 결혼한 부부들이고 18.7%는 남편이 없는 가정의 여성 우두머리를 가졌으며 37.9%는 비가족들이었다. 전부 가정의 30.4%는 개인들의 완성이었고, 12.5%는 65세 혹은 그 이상이 홀로 사는 자들을 가졌다. 나이 분포는 18세 이하의 21.7%, 18세부터 24세까지 8.8%, 25세부터 44세까지 30.3%, 45세부터 64세까지 22.1%, 그리고 65세 혹은 그 연상이 17.0%였다. 중간 나이는 38세였다. 모든 100명의 여성들을 위하여 98.9명의 남성들이 있었다. 18세 혹은 그 이상의 모든 100명의 여성들을 위하여 97.3명의 남성들이 있었다.
도시에서 가정을 위한 중간 소득은 23,483 달러였고, 가족을 위한 중간 소득은 27.225 달러였다. 여성들을 위한 20,115 달러에 비교하여 남성들은 중간 24,090 달러의 중간 소득을 가졌다. 도시를 위한 1인당 소득은 15,128 달러였다. 가족들의 대략 23.5%와 인구의 28.5%는 빈곤 라인의 아래에 있었으며, 18세 이하의 38.2%와 65세 혹은 그 이상의 29.3%를 포함하였다.
최근 세월에 마이애미의 폭발적인 인구 증가는 이민들에 의해서는 물론, 미국의 다른 부분들로부터 국내적 이동에 의하여 몰아져왔다. 마이애미는 주민들이 아직도 자신들의 문화적 특성들의 거의 혹은 어떤 것을 유지하면서 도가니라고 보다는 더욱 다민족의 모자이크로서 여겨진다. 마이애미의 전체 문화는 많은이들이 스페인어 혹은 크리올어를 쓰는 자메이카, 트리니다드 토바고, 바하마와 쿠바 같은 카리브해의 섬나라들로부터 온 문화들과 민족적 라틴아메리카인들의 큰 인구에 의하여 거대하게 영향을 받았다.
오늘날 마이애미 지역은 메트로폴리탄 지역을 통하여 상당한 크기의 푸에르토리코인들의 인구는 물론, 아르헨티나인, 바하마인, 브라질인, 캐나다인, 칠레인, 중국인, 콜롬비아인, 쿠바인, 도미니카인, 에콰도르인, 프랑스인, 독일인, 그리스인, 과테말라인, 가이아나인, 아이티인, 온두라스인, 자메이카인, 인도인, 이탈리아인, 멕시코인, 니카라과인, 페루인, 러시아인, 엘살바도르인, 트리니다드 토바고인, 튀르키예인, 남아프리카인과 베네수엘라인들 같은 상당한 크기의 공동체, 밀입국 인구들과 영구적 거주민들을 가졌다.
공통적으로 히스패닉과 카리브해 이민자들의 주요한 도시들로 생각된 동안 마이애미 지역은 큰 프랑스인, 프랑스계 캐나다인, 독일인, 이탈리아인과 러시아인들의 공동체들에 본거지이다. 공동체들은 마이애미과 그 외곽들에서 현저한 장소로 자라나 리틀 아이티, 리틀 아바나, 리틀 마나과, 리틀 브라질, 리틀 모스커우와 리틀 산후안 같은 민족적 집단 거주지의 이웃들을 창조하였다.

## 언어
넓게 다양한 언어들이 도시를 통하여 공통적으로 쓰인다. 마이애미는 라틴아메리카 외부의 서반구에서 스페인어 사용 인구가 가장 많다.
2000년에는 영어가 인구의 25.45%, 크리올어가 5.20%, 프랑스어가 0.76%에 의하여 쓰이는 동안 자신들의 첫 언어로서 스페인어 사용자가 거주민들의 66.75%를 차지하였다. 도시를 통하여 쓰이는 다른 언어들은 인구의 0.41%의 포르투갈어, 0.18%의 독일어, 0.16%의 이탈리아어, 0.15%의 아랍어, 0.11%의 중국어와 0.08%의 그리스어를 포함한다. 마이애미는 집에서 영어보다 첫 언어들을 쓰는 거주민들을 가진 미국에서 74.54%의 가장 큰 퍼센티지 인구의 하나를 가지기도 하였다.

## 문화

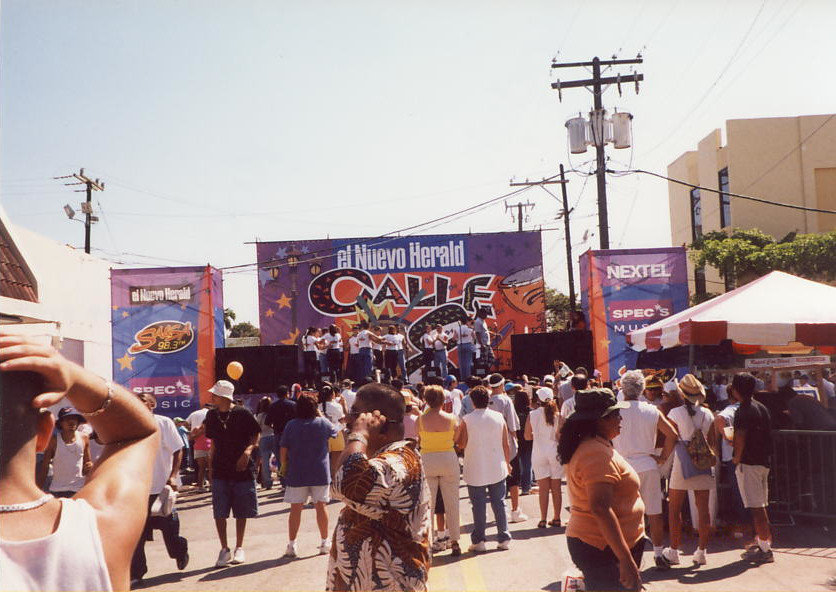
리틀 아바나에서 열리는 칼레오초 축제

마이애미는 많은 연예계의 장소, 박물관, 공원과 공연 예술 센터들에 본거지이다. 마이애미의 예술 장면들에 가장 새로운 추가는 뉴욕의 링컨 센터에 이어 2번째로 가장 큰 에이드리언 아시트 공연 예술 센터이다. 그 센터는 세계 주위로부터 많은 큰 규모의 오페라, 발레, 콘서트와 뮤지컬들을 끌어들인다.
도시는 다수의 박물관들에 본거지면서 그 많은 것들은 다운타운 지역에 있다. 마이애미에는 80개 이상의 공원들이 있다. 가장 크고 가장 인기있는 공원들은 베이프론트 공원과 바이센테니얼 공원, 페어차일드 열대 식물원, 왓슨 아일랜드와 모닝사이드 파크이다.
마이애미의 음악은 다양하다. 쿠바인들은 마이애미에 콩가와 룸바를 가져왔다. 콜롬비아인들이 발렌타노를 가져온 동안 도미니카인들은 바차타와 메렝게를 가져왔다. 카리브해 이민자들은 지역에 스틸팬은 물론, 레게, 소카, 콩파, 주크와 칼립소 음악을 가져왔다.
마이애미는 텔레문도, 텔레푸투라, 메가 TV, 유니비전, RCTV 인터내셔널과 선빔 텔레비전 같은 많은 세계에서 가장 큰 텔레비전 네트워크, 방송 회사와 제작 시설들의 본사이자 주요 제작 도시이다.
다른 미국의 주요 도시들처럼 마이애미는 평균을 넘는 범죄율을 가졌다. 가장 높은 범죄율들은 마이애미에 콜롬비아로부터 코카인의 다수가 들어온 이래 "코카인의 카우보이" 시기 동안
1970년대 후반과 1980년대 초반에 있었다. 1980년대 초반에 마이애미는 마약이 당시에 진행된 살인들에 관계된 이유로 미국의 살인 수도로 숙고되었다. 이것으로부터 마이애미는 그 자 소유의 결성된 범죄를 개발하였다.

## 스포츠
NFL 미식축구팀 마이애미 돌핀스, NBA 농구팀 마이애미 히트, 메이저 리그 베이스볼팀 마이애미 말린스, NHL 아이스하키팀 플로리다 팬서스 등이 있다.

## 자매 도시
- 튀르키예 앙카라
- 불가리아 바르나
- 볼리비아 코차밤바
- 스페인 무르시아
- 쿠바 아바나(1926)
- 콜롬비아 보고타(1971)
- 전북특별자치도 익산시(1977)
- 아르헨티나 부에노스아이레스(1979)
- 칠레 산티아고(1986)
- 도미니카 공화국 산토도밍고(1987)
- 일본 가고시마시(1990)
- 니카라과 마나과(1991)
- 아이티 포르토프랭스(1991)
- 요르단 암만(1995)
- 강원특별자치도 속초시(2001)
- 중화인민공화국 칭다오시(2005)
- 브라질 사우바도르(2006)